# Adagege
Adagege, escrito alternativamente Ada Gege o Ada-gege, es una isla artificial construida en el arrecife de la laguna Lau en Malaita en las Islas Salomón; está ubicado en la provincia de Malaita. La carretera desde Auki termina en el muelle de Fouia, frente a las islas de Sulufou y Adaege en la laguna de Lau.

## Historia
Originalmente fue colonizada por refugiados del sur de la laguna Lau, Adagage pasó a manos de los habitantes de Sulufou y se convirtió en una isla especializada para que las mujeres dieran a luz, luego fue limpiada ritualmente y convertida en una aldea. Durante finales del siglo XIX y principios del XX, Adagege fue la base de poder de Kwaisulia, un hombre fuerte prominente en el área que tuvo influencia en todo el norte de Malaita, tiempo durante el cual estuvo fortificado con alambre de púas.